# Infirmerie

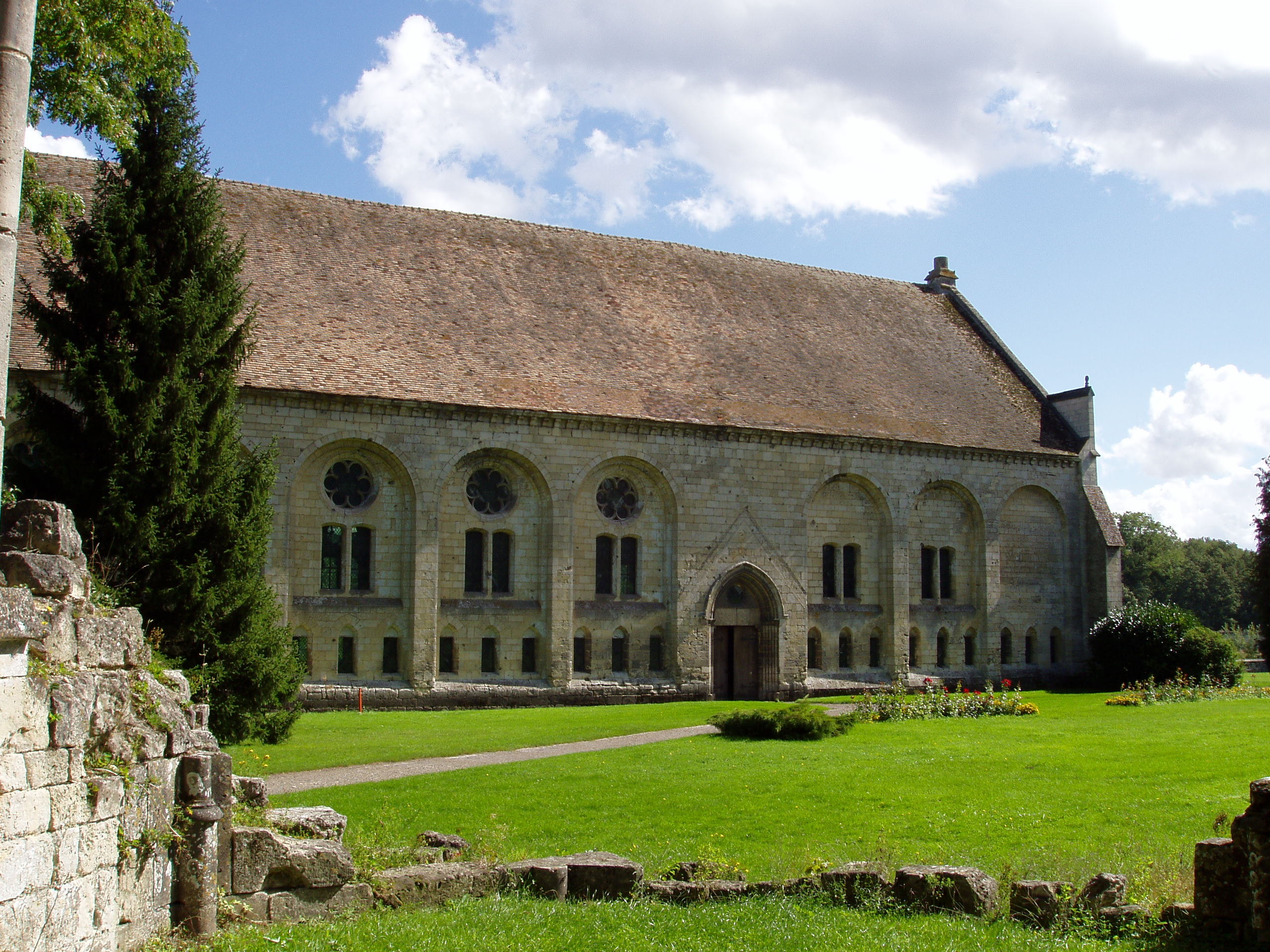
Die Infirmerie des Klosters Ourscamp

Die Infirmerie, mitunter auch Infirmarie oder Infirmatorium (von lateinisch infirmus „kraftlos, schwach, krank“), war in mittelalterlichen Klöstern die Krankenstation zur Pflege erkrankter Klosterbewohner. Auch mittelalterliche Spitäler verfügten über eine Infirmerie, in der nicht nur die Pfründner, sondern auch andere Bedürftige gepflegt werden konnten. Es handelte sich manchmal nur um einen Raum, mitunter aber auch um ganze, zum Teil kunstvoll gestaltete Bauten, wie zum Beispiel die Infirmerie des Klosters Ourscamp in der Region Picardie in Frankreich.
Im französischsprachigen Raum verstand man unter einem infirmier den Spitalmeister eines Klosters.
Bei den deutschen Ritterorden hieß die entsprechende klösterliche Erholungsstation Firmarie (von lateinisch: firmus „fest, stark, beständig“).